# Huis Roffaert
Huize Roffaert is een monumentaal pand in het Noord-Limburgse dorp Baarlo.

## Naamgeving
Het pand werd in de 17e eeuw Ingen Ohe genoemd. Daarna kreeg het de naam van de eerste eigenaren, de familie Roffart.

## Geschiedenis
Het huis is gebouwd in de jaren 1624-1629 door Godart van Kessel genaamd Roffart, op gronden die hij bij een erfdeling had ontvangen. In 1663 kwam Godarts weduwe Maria van Spee tot een efdeling met de kinderen, waarna het huis aan zoon Willem werd toegewezen.
In 1694 werd de Venlose familie Van Aerssen de eigenaar van het huis, toen Joannes Baptist van Aerssen het huis aankocht. Hiena wisselde het huis nog verschillende keren van eigenaar.
Het huis diende voornamelijk als buitenverblijf voor de eigenaren. In de 20e eeuw kreeg het echter een agrarische functie.

## Beschrijving
Het woonhuis aan de zuidzijde heeft twee bouwlagen onder een hoge kap. De kelders bevinden zich onder de twee zijvleugels. In de oostvleugel is de poort naar de binnenplaats; boven de poort is een wapensteen met opschrift aangebracht die vermeldt dat het huis is gebouwd in opdracht van Godart van Kessel en zijn vrouw Maria Spee en in 1629 gereed was gekomen. Mogelijk heeft er een toren gestaan aan de oostzijde van het complex. De noordvleugel en een groot deel van de westvleugel zijn herbouwd in 1637 en 1954.
In 1996 heeft een restauratie plaatsgevonden, waarbij de indeling van het woonhuis is gewijzigd.